# Василий Хахульский
Василий Хахульский, также известный как Василий, сын Баграта (груз. ბასილი ბაგრატის ძე) — монах Грузинской православной церкви, живший в XI веке и почитающийся в ранге святого и преподобного. Многими историками считается сыном грузинского царя Баграта III.

## Биография
Сохранилось мало источников с жизнеописанием монаха Василия, а до наших дней не сохранилась ни одна из его упомянутых работ. Тем не менее, средневековые источники и источники Нового времени называют Василия как выдающегося переводчика с греческого, философа и богослова, а также известного писателя, развивавшего литературу и культуру Грузии. Наиболее известным трудом Василия является «Воспевание святому отцу Евфимию», написанное им в Иверском монастыре на горе Афон.
«Житие Георгия Святогорца» содержит упоминание «Великого Василия, сына царя Баграта III, который в тот период был пастырем и просветителем нашей страны». В рукописи монастыря Хахули 1027—1034 годов (южная Грузия, ныне территория Турции), где подвизался Василий, также упоминается прославление монаха Василия.
В XVIII веке католикос-патриарх Восточной Грузии Антоний I первым предположил царское происхождение Василия. О благородном происхождении Василия писали два представителя рода Багратиони: в «Древней истории Грузии» царевич Вахушти Багратиони отмечал Василия Хахульского как выдающегося переводчика эпохи царя Баграта IV, а царевич Иоанн Багратиони, известный этнограф и автор энциклопедии «Калмасоба» в 1813—1828 годах, и вовсе указывал Василия как одного из членов рода Багратиони:

Василий Багратиони был глубоко просвещенным в философии и богословии. Он владел несколькими языками и занимался переводами, создавая высоко ценимые риторико-ораторские сочинения. Совершенного в монашестве и церковно-духовном образовании преподобного Василия называли драгоценностью Грузии.

В 1853 году историк Платон Иоселиани заявил, что Василий Хахульский был сыном царя Баграта III. Эту точку зрения многие историки не приняли, поскольку в средневековых летописях упоминался только один сын Баграта III — будущий царь Георгий I. Тем не менее, эта версия упоминается в Грузинской советской энциклопедии и поддерживается Грузинской православной церковью. По мнению историка Г. Голиадзе, монашеское имя Василий мог принять Гурген, сын Баграта III от первого брака, который упоминается в XVIII веке Микаэлом Чамяном.
Грузинская православная церковь празднует память Василия Хахульского 27 мая (9 июня по новому стилю).